# Jurij Vysjinskij
Jurij Vysjinskij (russisk: Ю́рий Миха́йлович Выши́нский) (født 24. september 1923 i Slatoust i Sovjetunionen, død 10. januar 1990 i Moskva i Sovjetunionen) var en sovjetisk filminstruktør og manuskriptforfatter.

## Filmografi
- Belyj sneg Rossii (Белый снег России, 1980)[1][2]